# 内弗尔河
内弗尔河（德語：Neffelbach）是德國的河流，位於北萊茵-威斯特法倫州，河道全長40.3公里，流域面積236.9平方公里，河口處在凯尔彭，最終注入埃爾夫特河。